# Рупа (роман)
Рупа је детективски роман британске списатељице Агате Кристи које је први пут објавила издавачка кућа "Dodd, Mead and Company" у Сједињеним Државама 1946. године и "Collins Crime Club" у Великој Британији новембра исте године године. Америчко издање коштало је 2,5 долара, а британско издање осам шилинга и шест пенија. Меком издању у Сједињеним Државама издавачка кућа "Dell Books" 1954. променило је при издавању наслов у Убиство после раног времена.
Роман је пример „загонетке сеоске куће“ и био је први од њених романа после четири године који је у ком се појављивао белгијски детектив Херкул Поаро - једна од најдужих празнина у читавом низу. Кристијева, која је често признавала да јој се не свиђа Поаро (чињеница коју је пародирао њен епизодни романописни лик Аријадна Оливер), посебно јој се није допао његов изглед у овом роману. Његов касни долазак, узнемирујући, с обзиром на успостављену атмосферу, навео је Кристијеву да у својој Аутобиографији тврди да је роман уништила увођењем Поароа. Успешна каријера Агате Кристи предвиђала је да се њених осам кућа у власништву користе као поставке за њене романе Ко талас ухвати, Вашар злочина, Пет прасића, Џеп пун ражи и Зла кућа. Међутим, поставка за роман Рупа подстракнута је кућом Френсиса Л. Саливана. Френсис Лофт Саливан био је енглески филмски и позоришни глумац који је тумачио Херкула Поароа у представама Црна кафа (1930) и Опасност у Енд Хаусу (1932), а такође је играо и главну улогу у филму Сведок оптужбе (1953), за који је освојио награду Тони награду 1955.

## Радња

### Увод
Када су ујутру он и његова потлачена супруга Герда отпутовали на село за викенд са пријатељима, успешни лекар, водећи истраживач и веома уморан и раздражен тренутним животом др. Џон Кристо, дозвољава својој ћерки да окуша срећу у картама. Када је извукао карту смрти, он није обратио пажњу, али изгледа да је појављивање старог пламена у Рупи - последња карика у ланцу кобних околности.

### Резиме
Ексцентрична Луси Ангејтл позвала је Кристовљеве заједно са осталим члановима своје шире породиц, на своје имање за викенд. Џон Кристо вара супругу са Хенријето Севернејк, надареном вајарком. Прелепа Вероника Креј, стара Кристовљева љубав, изненада се у суботу увече појавила у кући да позајми кутију шибица. Она живи у оближњој викендици. У једној од кућа је Херкул Поаро који је позван на недељни ручак. Џон прати Веронику до њене викендице и враћа се кући у 3 ујутро. Следећег дана, Поаро је сведок призора који изгледа чудно исцениран. Герда Кристо стоји са пиштољем у руци поред Џоновог тела које крвари у базен. Луси, Хенријета и Едвард (Лусин братанац и Хенријетин брат од тетке) су такође присутни на месту догађаја.
Чини се очигледно да је Герда убица. Хенријета прилази да јој узме револвер из руке, али га је узела и бацила у базен како би уништила доказе. Међутим, пиштољ који је Герда држала није био пиштољ којим је убијен Џон. Нико од сведока није видео Герду да пуца у Џона. Чини се да је тешко подићи случај против било ког другог могућег осумњиченог. Луси је била следећа осумњичена јер је држала пиштољ скривен у корпи с' јајима. Међутим, пиштољ је био погрешног калибра. Хенријета је следећа осумњичена јер је нацртала необичан цртеж у павиљону отприлике у време када је Џон убијен. Када се оружје за убиство појавило у Поароовој живој огради, отисци прстију не одговарају никоме од осумњичених.
Породица је намерно погрешно усмерила Поароа, јер сви знају да је Герда убица и покушавају да је спасу затвора. Герда је узела два пиштоља - једним је пуцала на Џона, а затим је планирала да буде откривена са другим пиштољем у руци за који се касније показало да није оружје убиства. Хенријета је одмах схватила да је Џонова последња молба била да она помогне Герди. Нагонски, Хенријета је преузела одговорност бацивши пиштољ у базен, а касније се вратила да узме друго оружје. Скрива га у скулптури коња од глине у својој радионици како би избегла полицијске претресе. Касније је шетала са слепим продавцем шибица и ставила га у Поарову живицу.
Миџ Хардкасл, мање имућна рођака Ангејтлових, такође борави у кући. Она је заљубљена у Едварда, али Едвард је одувек био заљубљен у Хенријету која је одбила неколико његових брачних понуда. Едвард схвата да Хенријета више није Хенријета коју је некада волео. Гледа Миџ и схвата да она више није "мала Миџ". Едвард тражи од ње да се уда за њега. Он одлази у шетњу са Миџ, али дошавши на место где је Едвард претходно шетао са Хенријетом, Миџ верује да је он још увек превише заљубљен у Хенријету па отказује венчање.
Едвард не разуме да га Миџ превише воли да би га одвојила од Хенријете. Не разумевајући њену одлуку, он покушава да се убије стављајући главу у гасну пећ, али га спашава Миџ. Са овим драматичним доказом његовог очаја што ју је изгубио, она попушта и венчање је поново у току.
Пошто су докази очигледно уништени или прикладно збркани, породица верује да је спасила Герду. Постоји последњи траг: футрола у којој је било оружје убиства. Герда ју је исекла и ставила у ташну. Хенријета је одјурила код Герде у покушају да је поврати и уништи коначни доказ Гердине кривице.
Поаро долази и преуређује шоље чаја пре него што се Герда вратила из кухиње и сумња да би Герда сатерана у ћошак поново убила. Герда се враћа и пије из шоље намењене Хенријети и умире. Хенријета тражи затварање и посећује једну од Џонових болесница. Џонова смрт окончала је наду у излечење, али она и даље показује издржљив дух. Напуштајући болницу, Хенријета мисли да за њу нема срећног краја. Одлучила је да се упусти у скулптуру себе као "Туге".

## Ликови
- Херкул Поаро, познати белгијски детектив
- Инспектор Гренџ, истражно лице
- Наредник Кларк, полицајац у случају
- Др. Џон Кристо, лекар из Харлијеве. Одушевљен је својим послом и посвећује се проналажењу лека за "Риџвејеву болест" - чија етиологија има изразиту сличност са мултиплом склерозом. Веома је самоуверен, привлачан и има велику харизму.
- Герда Кристо, Џонова жена. Она је прилично јасна и оставља утисак неспретне. Брине се за све. Она идеализује Џона и криви себе за своје проблеме, чак и кад он греши. Она је подстрекла Хенријетину скулптуру под називом "Радница", која је описана као застрашујућа јер нема лице.
- Сер Хенри Ангејтл, власник "Рупе". Оженио се својом далеком рођаком, Луси.
- Едвард Ангејтл, Хенријетин братанац и члан породичне вољене куће "Ејнсвик". Он има шарм, али је засењен Кристовљевом доминантном личношћу. Он живи у прошлости и био је посвећен Хенријети дуги низ година. Презире себе, мислећи да није ни за шта добар.
- Леди Луси Ангејтл, Хенријева супруга чији друштвени, харизматични фурнир крије мрачну страну њене личности, а породица је повремено назире.
- Миџ Хардкасл, Луцина сестричина. У вези са породицом Енгејтл преко своје мајке, одбија њихову финансијску помоћ и ради у кројачкој радњи.
- Дејвид Ангејтл, студент. Књишки, антисоцијални и поседник "савремених" замисли у вези са радничком класом. Покушава да изрази осећај надмоћности.
- Хенријета Севернејк, вајарка и сер Хернијева и Лусина сестричина и Миџина, Едвардова и Дејвидова сестра од тетке. Увек зна праве речи да каже како би се неко осећао пријатно, иако понекад на штету истине. Њена уметност је срж њеног бића, што се понекад сукобљава са њеном другом важном особином.
- Вероника Креј, глумица. Она је веома лепа и ненормално егоистична. Желела је да Кисто напусти све да би је пратио до Холивуда, али он ју је одбио. Ово јој је било неподношљиво. Међутим, Кристо је и даље привлачи и, говорило се, са њом је провео једну ноћ, што је изазвало Гердину љубомору.
- Гаџен, батлер. Он је веома заштитнички настројен према леди Енгејтл.
- Дорис, кућна помоћница
- Берил Колинс, Џонова тајница.
- Госпођа Крабтри, Џонова болесница, жртва Рииџвејеве болести.
- Теренс, дванаестогодишњи Џонов и Гердин син. Проницљив, пажљив, аналитичан, радознао и усамљен.
- Зена, Џонова и Гердина деветогодишња ћерка

## Књижевни значај и пријем
Морис Ричардсон је у издању часописа Посматрач 1. децембра 1946. године написао: "Агата Кристи је, против свог најпаметнијег, највише хипереосећајног окружења до сада, инсценирала убиство лекара филандера. Решење прилично пригушеног Поароа. Добри двоструки блеф и изненађење."
Роберт Барнард: "Значајан примерак, са сложенијом карактеризацијом него обично, и повремено порастао на памет (посебно на тему кувања). Узорно илуструје једну недоумицу писца детективских романа: ако успоставите ликове неке психолошке сложености, како ћете спречити Кристијеву да бележи да се њена ћерка бунила против њене одлуке да драматизује књигу, а нагон је вероватно био у праву: већина користи овде, необично је унутрашња и тешко их је представити преко прилично старе ... савремене сценске технике Кристијеве. Дефинитивно међу првих десет, упркос паду у другом делу."
Савремени француски писац Мишел Уелбек, поштовалац књиге, описао ју је у свом роману Платформа из 2001. као "чудну, потресну књигу. Ово су дубоке воде [о којима пише], са снажним подводним струјама".

## Прилагођавања

### Позориште
Кристијева је 1951. године књигу прилагодила у изузетно успешну представу, али је изоставила Поароа из приче.

### Телевизија

#### Поаро
Године 2004. роман је емитован као епизода серије Поаро са Дејвидом Сачетом у насловној улози, а такође су учествовали и Сара Мајлс као леди Ангејтл, Меган Додс као Хенријета Севернејк, Џонатан Кејк као др. Џон Кристо, Лизет Ентони као Вероника Креј и Едвард Фокс као Гаџен.
Лик Дејвида Ангејтла и неке појединости су изостављени (на пример, цртеж карте који представља смрт). Друго - попут завршница са отрованим чајем је измењена (Герда је уместо тога намерно извршила самоубиство убризгавајући себи калијум цијанид).

#### Мала убиства Агате Кристи
Француска екранизација у оквиру телевизијске серије Мала убиства Агате Кристи планирана је за 2021. годину.